# Гараш
Гáраш — шоколадний торт, створений в Болгарії приблизно на початку XX століття. Відрізняється тим, що при його приготуванні не використовується борошно, його роль виконують перетерті волоські горіхи.

## Історія
Торт був створений  австро-угорським кондитером Костою Гарашем, який приїхав до болгарського міста Русе в 1885 році. У місті він керував гранд-готелем «Islaj Hane», що знаходиться недалеко від резиденції болгарського князя Олександр Баттенберг, і часто приймав знатних осіб. Щоб здивувати іменитих постояльців, Коста Гараш створив свій знаменитий торт. У державному архіві в Русе зберігається оригінальний рецепт торту.
Пізніше, в 1900 році, Коста Гараш переїхав до Софії, де взяв на себе управління готелем «Панах». На першому поверсі була кондитерська, в якій мешканці столиці могли замовити шматочок «Гараша». Рецепт торту для широких мас вперше з'явився в книзі Поліксени Семерджієвої та Христа Семерджієва «Практичний посібник з сучасної кондитерської та вегетаріанської кухні», виданої в 1935 році в Горішній Оряховиці.

## Приготування
Білки відокремлюють від жовтків, збивають з тертими горіхами та цукром. З отриманої маси випікають 5–6 коржів-безе. З вершкового масла, яєць, цукру, какао-порошку готують шоколадний крем, яким просочують коржі. Після укладання останнього коржа торт поливають зверху кремом, що залишився, посипають кокосовою стружкою і поміщають в холодильник на 3–5 годин. Зазвичай торт виходить невисоким, у межах 5 см.